# Saori Yoshikawa
Pour les articles homonymes, voir Yoshikawa (homonymie).
Saori Yoshikawa (吉川 沙織, Yoshikawa Saori), née le 9 octobre 1976, est une femme politique japonaise, représentant le Parti démocrate du Japon puis le Parti démocrate constitutionnel à la Chambre des conseillers du Japon.

## Jeunesse, études et carrière pré-électorale
Yoshikawa naît le 9 octobre 1976 à Tokushima, capitale de la préfecture du même nom. Elle effectue ses études supérieures dans la faculté de lettres de l'université Dōshisha, dont elle sort diplômée en 2003. Dès 1999, elle commence sa carrière dans le groupe Nippon Telegraph and Telephone, opérateur téléphonique sur le marché japonais. En 2004, elle devient membre du Comité exécutif central de la Fédération des syndicats des travailleurs de l'industrie de l'information,.

## Carrière électorale
En 2007, Yoshikawa rejoint le Parti démocrate du Japon et se présente sous son étiquette aux élections à la Chambre des conseillers de la même année. Candidate dans la circonscription proportionnelle de la Chambre des conseillers, elle est élue et fait son entrée à la Diète du Japon.
Candidate à sa réélection lors des élections à la Chambre des conseillers du Japon de 2013, elle conserve son siège à l'issue du scrutin. L'année suivante, elle obtient la présidence de la Commission de l'économie, du commerce et de l'industrie de la Chambre des conseillers. En 2019, après avoir rejoint le Parti démocrate constitutionnel, elle conserve à nouveau son siège. Elle continue d'occuper des postes importants, à la fois au sein de l'organigramme interne du PDC et au sein des commissions de la Chambre des conseillers,.
Elle est élue pour un quatrième mandat à l'issue des élections à la Chambre des conseillers du Japon de 2025, toujours sur la liste proportionnelle.

## Prises de positions
Yoshikawa se déclare opposée à une révision de la Constitution antimilitariste japonaise, révision soutenue par le Parti libéral-démocrate.
Elle estime que l'utilisation de l'énergie nucléaire est malheureusement encore nécessaire pour le Japon, mais qu'il faudrait tendre vers un modèle où le Japon pourrait s'en passer.
Yoshikawa se déclare strictement opposée à la visite de personnalités politiques au sanctuaire Yasukini, sanctuaire shinto, symbole du passé colonialiste du Japon et des nationalistes. Elle estime également qu'il ne faut pas revenir sur la déclaration Murayama, exprimant des excuses officielles du Japon pour les souffrances qu'il a infligées lors du XXe siècle.
Sur le plan sociétal, Yoshikawa se déclare favorable à la mise en place d'une législation permettant aux conjoints de conserver leurs noms après le mariage.